# Objet Herbig-Haro

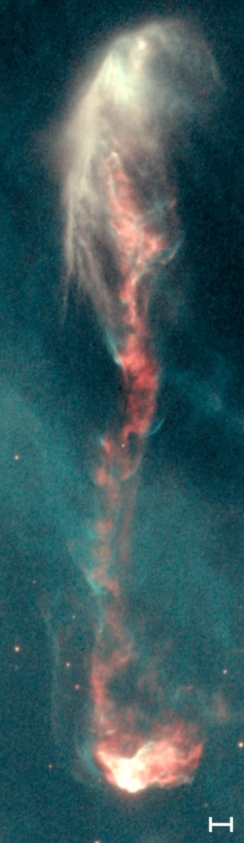
L'objet Herbig-Haro HH47, vu par le télescope spatial Hubble. La barre d'échelle représente 1000 ua, soit environ 30 fois la distance Soleil-Neptune.

En astronomie, les objets de Herbig-Haro (ou parfois simplement objets Herbig-Haro ; en abrégé objets HH) sont de petites nébulosités associées à certaines très jeunes étoiles, qui se forment lorsque de la matière éjectée par ces étoiles naissantes entre en collision avec les nuages de gaz et de poussières environnant, à des vitesses de plusieurs centaines de kilomètres par seconde. Les objets Herbig-Haro sont omniprésents dans les régions de formation stellaire, et bien souvent il est possible d'en observer plusieurs autour d'une même étoile, alignés le long de son axe de rotation.
Ces objets sont des phénomènes éphémères, ayant une durée de vie de quelques milliers d'années tout au plus. Il est possible de les voir évoluer sur une période de temps relativement courte, alors qu'ils s'éloignent de l'étoile dont ils sont issus à travers les nuages de gaz interstellaire. Les observations du télescope spatial Hubble montrent des évolutions complexes en quelques années seulement, certaines parties s'affaiblissant tandis que d'autres s'illuminent, suivant la densité du milieu rencontré.
Les objets Herbig-Haro ont été observés pour la première fois par Sherburne Wesley Burnham à la fin du XIXe siècle, mais ce n'est que dans les années 1950 que l'on a compris qu'il s'agissait d'un nouveau type de nébuleuse en émission. Les premiers astronomes à les avoir étudiés en détail sont George Herbig et Guillermo Haro, d'où leur nom. Herbig et Haro étudiaient indépendamment la formation des étoiles lorsqu'ils ont analysé ces objets, et ont compris qu'ils étaient la conséquence du processus de formation des étoiles.

## Découverte et observations
Le premier objet Herbig-Haro a été découvert par Sherburne Wesley Burnham à la fin du XIXe siècle : alors qu'il observait l'étoile T Tauri avec la lunette de 900 mm de l'observatoire Lick, Burnham aperçut juste à côté une toute petite nébulosité. Celle-ci fut cataloguée comme une nébuleuse en émission « standard », dénommée « nébuleuse de Burnham » par la suite (désormais HH 255), mais ne fut pas à cette date reconnue comme représentante d'une nouvelle classe d'objets. En revanche, on savait déjà à cette époque que T Tauri était une étoile variable très jeune, prototype d'une classe d'étoiles variables appelées « variables de type T Tauri ». Ces étoiles sont extrêmement jeunes et n'ont pas encore atteint le stade d'équilibre où l'effondrement gravitationnel est compensé par les réactions de fusion nucléaire en leur centre.

Schéma du processus de formation d'un objet Herbig-Haro.

À la fin des années 1940, soit cinquante ans après la découverte de Burnham, certaines nébuleuses similaires avaient été observées, la plupart étant si petites qu'on pouvait presque les confondre avec des étoiles. Guillermo Haro et George Herbig menaient alors de façon indépendante des observations sur plusieurs de ces objets. Herbig se pencha à nouveau sur la nébuleuse de Burnham et trouva qu'elle possédait un spectre électromagnétique inhabituel, présentant des raies d'émission très marquées pour l'hydrogène, le soufre ([S II]) et l'oxygène ([O II]), et que d'autres objets, tels que HH 1, HH 2 et 3, présentaient des caractéristiques similaires. De son côté, Haro annonça en 1952-1953 la découverte de nombreux autres objets du même type et montra que tous étaient invisibles en infrarouge,.
À la suite de leurs observations, Herbig et Haro se rencontrèrent à un colloque d'astronomie à Tucson en Arizona en 1949. Herbig n'avait pas porté beaucoup d'attention aux objets qu'il avait observés, s'attachant surtout à l'étude des jeunes étoiles proches, mais en prenant connaissance des découvertes de Haro, il décida de mener une étude plus poussée. L'astronome soviétique Viktor Ambartsumian donna alors leur nom actuel à ces objets. À partir de leur proximité avec les étoiles les plus jeunes (âgées de quelques centaines de milliers d'années tout au plus), il suggéra que les objets Herbig-Haro puissent être liés aux premières étapes de la formation des étoiles T Tauri.
Les études qui suivirent montrèrent que les objets HH étaient fortement ionisés, et les premières théories avançaient qu'ils puissent contenir des étoiles chaudes de faible luminosité. Toutefois, l'absence de rayonnement infrarouge provenant de la nébuleuse contredisait cette hypothèse. On imagina plus tard que la nébuleuse pouvait contenir des proto-étoiles, l'énergie libérée au cours du processus d'accrétion devenant la source de photoionisation.
Au fur et à mesure des avancées théoriques et observationnelles, il devint clair que les objets HH étaient engendrés par la matière éjectée par les jeunes étoiles proches, cette matière entrant en collision à des vitesses très élevées avec le gaz du milieu interstellaire.
Au début des années 1980, les progrès techniques permirent aux observations de révéler la forme en jets des objets HH. Ceci conduisit à comprendre que la matière éjectée et qui donne naissance aux objets HH est concentrée en jets bipolaires très fins (collimatés). En effet, les étoiles naissantes sont entourées, pendant les premiers milliers d'années de leur existence, par un disque d'accrétion formé par des restes du nuage de gaz initial. La rotation rapide des parties les plus internes de ce disque engendre l'émission de puissants jets de matière partiellement ionisée perpendiculairement au plan du disque. Lorsque ces jets entrent en collision avec le milieu interstellaire, ils donnent naissance à de petites nébuleuses en émission, dont les objets Herbig-Haro.

## Caractéristiques physiques

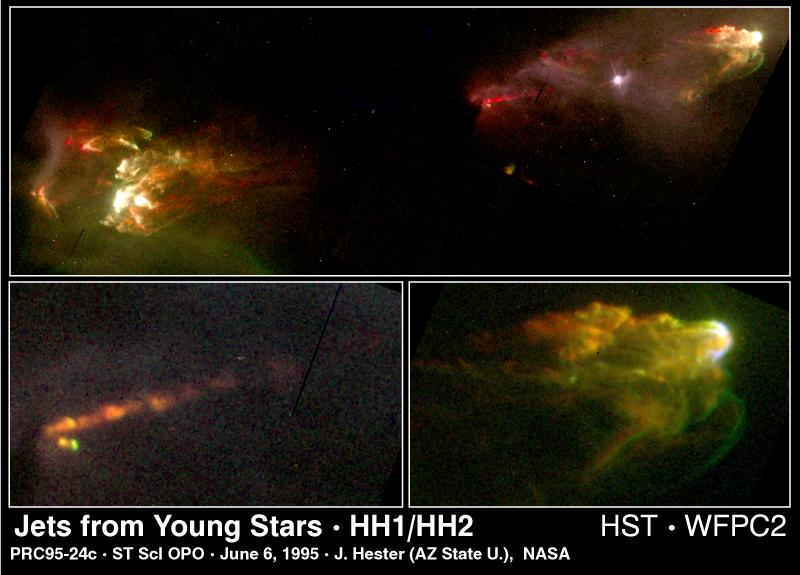
Les objets HH1 et HH2 sont séparés d'environ une année-lumière, symétriquement opposés par rapport à la jeune étoile qui éjecte de la matière le long de son axe de rotation.

Le rayonnement émis par les objets Herbig-Haro est dû aux ondes de choc provoquées par la collision avec le milieu interstellaire, mais leurs mouvements sont compliqués. Les observations spectroscopiques du décalage Doppler indiquent que la matière des jets se déplace à des vitesses de plusieurs centaines de kilomètres par seconde, mais les raies d'émission du spectre de ces objets sont trop faibles pour avoir été formées à de telles vitesses de collision. Ceci signifie probablement que la matière avec laquelle les jets entre en collision est également en mouvement, s'éloignant elle aussi de l'étoile centrale, mais à une vitesse inférieure à celle des jets.
L'estimation de la masse totale éjectée nécessaire pour former un objet HH est de l'ordre de une à vingt masses terrestres, soit une quantité relativement faible par rapport à la masse totale de l'étoile elle-même. Les températures observées dans les objets HH sont d'environ 8 000 à 12 000 kelvins, similaires à celles observées dans d'autres types de nébuleuses ionisées, telles que les régions HII ou les nébuleuses planétaires. Ils sont relativement denses, leur densité variant de quelques milliers à quelques dizaines de milliers de particules par centimètre cube, les régions HII ayant par comparaison une densité inférieure à 1 000 particules par centimètre cube en général. Les objets HH sont constitués principalement d'hydrogène et d'hélium, respectivement 75 % et 25 % en masse environ. Moins d'un pour cent de la masse totale de ceux-ci est constitué d'éléments plus lourds, et leur abondance est en général similaire à celle mesurée dans les jeunes étoiles proches.
Auprès de l'étoile source, entre 20 et 30 % du gaz d'un objet HH est ionisé, mais cette proportion a tendance à décroître avec la distance. Ceci implique que le gaz est ionisé dans le jet polaire, et se recombine ensuite alors qu'il s'éloigne de l'étoile, plutôt que d'être ionisé lors de la collision en elle-même. Le choc se produisant à l'extrémité du jet peut toutefois ré-ioniser une partie de la matière, donnant naissance à des « chapeaux » plus brillants à l'extrémité des jets.

## Nombre et distribution
Plus de 450 objets HH ou groupes d'objets sont actuellement répertoriés (2006). Ils sont omniprésents dans les régions de formation d'étoiles, et très souvent présents en groupes. On les observe très souvent auprès des globules de Bok (des nébuleuses obscures contenant des étoiles très jeunes), et ils émanent d'ailleurs souvent de ces globules. Il est fréquent d'en observer plusieurs auprès d'une seule étoile, formant ainsi une sorte de chapelet le long d'une ligne représentant l'axe de rotation de celle-ci.
Le nombre d'objets HH connus a augmenté rapidement ces dernières années, mais on pense généralement que ce nombre ne représente en réalité qu'une très faible proportion de la quantité existant réellement dans la Galaxie. Les estimations suggèrent qu'il en existe jusqu'à 150 000, la grande majorité d'entre eux étant trop éloignés et trop peu lumineux pour pouvoir être résolus avec les instruments actuels. La plupart des objets HH se trouvent à une distance n'excédant pas 0,5 parsec de l'étoile source, certains ayant été observés jusqu'à 1 parsec. Il en existe toutefois un petit nombre se situant à plusieurs parsecs de distance, probablement parce que le milieu interstellaire est très peu dense dans leur voisinage, permettant ainsi à la matière éjectée de voyager beaucoup plus loin avant d'être dispersée.

## Mouvement propre et variabilité
Les observations spectroscopiques des objets HH montrent que ceux-ci s'éloignent de l'étoile source à des vitesses variant de 100 à 1 000 km/s. Ces dernières années, le télescope spatial Hubble a permis de mesurer le mouvement propre de plusieurs objets HH, grâce à des observations espacées de plusieurs années.
Lorsqu'ils s'éloignent de leur étoile, les objets HH évoluent de façon significative, variant en luminosité sur des périodes de quelques années seulement. Certains « nœuds » à l'intérieur de l'objet HH peuvent s'éclairer, s'affaiblir ou bien disparaître complètement, tandis que d'autres apparaissent à un endroit différent.
La matière des jets émis par l'étoile n'est pas éjectée en continu mais plutôt par impulsions. Ces pulsations peuvent produire des jets de gaz se déplaçant dans la même direction mais à des vitesses différentes, et les interactions entre ces différents jets produisent à leur tour des ondes de choc.

## Étoiles sources

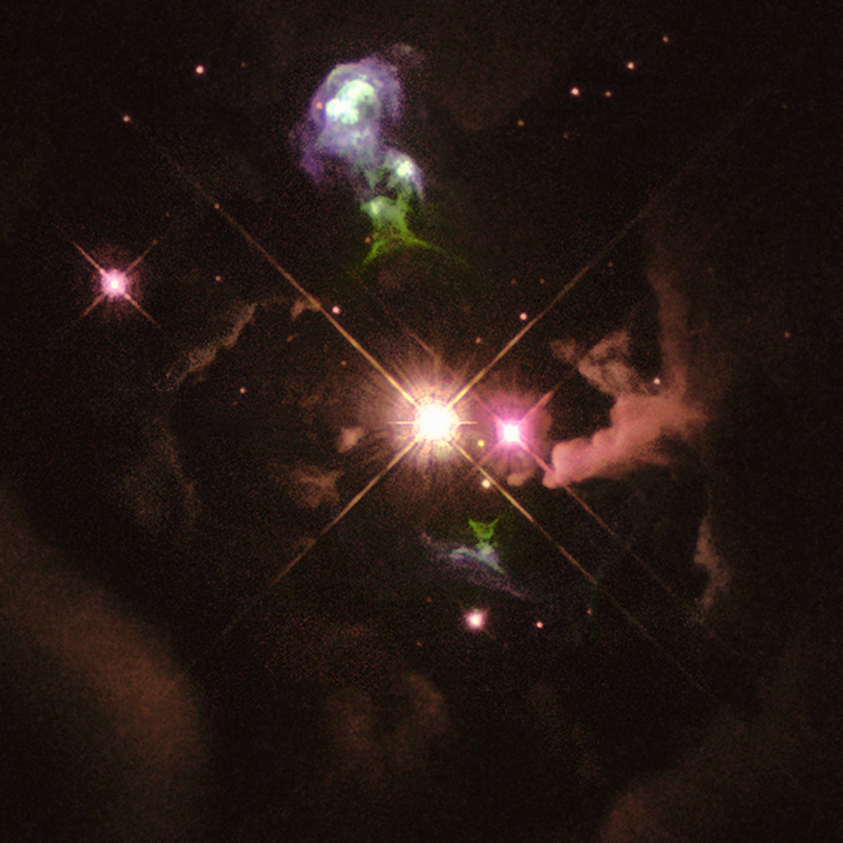
L'objet Herbig-Haro HH32 est l'un des plus lumineux que l'on connaisse.

Les étoiles qui se cachent derrière la création des objets Herbig-Haro sont très jeunes, les plus jeunes d'entre elles étant encore des proto-étoiles en cours de formation à partir du gaz environnant. Les astronomes regroupent ces astres en quatre classes, 0, I, II et III, selon l'intensité du leur rayonnement infrarouge émis. Plus le rayonnement infrarouge est élevé, plus l'étoile est entourée de matière froide, ce qui indique qu'elle en est encore au stade de l'effondrement gravitationnel.
Les étoiles de classe O n'ont que quelques milliers d'années et sont si jeunes qu'elles n'ont pas encore commencé le processus de fusion nucléaire. Les réactions de fusion ont commencé dans le cœur des objets de classe I, mais le gaz et la poussière continuent d'être accrétés par l'astre en formation. À ce stade, ces étoiles sont généralement encore enveloppées dans un dense nuage de gaz et de poussières, qui obscurcit la lumière visible et fait qu'elles ne peuvent être observées que dans les domaines infrarouge et radio. L'accrétion du gaz et des particules de poussière est en grande partie terminée pour les étoiles de classe II, mais elles sont toujours entourées d'un disque de gaz et poussières, tandis que les étoiles de classe III ne possèdent plus que quelques traces de leur disque d'accrétion originel.
Des études ont montré qu'environ 80 % des étoiles donnant naissance à des objets Herbig-Haro sont en fait des étoiles doubles ou multiples, cette proportion étant beaucoup plus grande que celle trouvée pour les étoiles de faible masse sur la séquence principale. Ceci semble indiquer que les systèmes binaires sont plus propices à la formation des jets qui donneront ensuite naissance aux objets HH[réf. nécessaire].